# Адам Тадеуш Ходкевич
Адам Тадеуш Ходкевич (*Адам Тадэвуш Хадкевіч, 1711 — 3 серпня 1745) — державний діяч і урядник Речі Посполитої.

## Життєпис
Походив з магнатського білорусько-українського роду Ходкевичів гербу Костеша. Син Яна Кароля Ходкевича, старости блуденського, догелинського і вілонського, та Цецилії Софії Сапіги. народився 1711 року. Після смерті батька у 1712 році опинився під опікою матері та бабці Маріанни Теклі Нарушевич. Після смерті бабці 1725 року отримав маєтність Мале Можейково.
Здобув освіту в Німеччині та Франції. Згодом отримує староства блуденське, догелинське, вілонське. Також увійшов у батьківський спадок, зокрема м. Чорнобиль.
У 1733 році підтримав кандидатуру Августа Саксонського на трон Речі Посполитої. 1735 році підписав Варшавську конфедерацію на підтримку останнього. Тоді ж отримав берестейське воєводство, яке було віднято у прихильника Станіслава Лещинського — Казимира Лева Сопіги. Втім лише у 1738 році Ходкевич зумів остаточно затвердитися на посаді. Того ж року одружився з Евою Розалією, донькою поморського воєводи.
1740 року нагороджено орденом Білого Орла. Помер у 1745 році на своїй посаді воєводи.

## Родина
Дружина — Ева Розалія, донька Пйотра Яна Чапського, Поморського воєводи
Діти:
- Ян Микола (1738—1781), староста Жемайтський